# Volonne
Volonne è un comune francese di 1 699 abitanti situato nel dipartimento delle Alpi dell'Alta Provenza della regione della Provenza-Alpi-Costa Azzurra. Il territorio comunale è attraversato dal fiume Vanson che ivi confluisce con la Durance.

## Società

### Evoluzione demografica
Abitanti censiti